# Chouf (film)
Pour les articles homonymes, voir Chouf (homonymie).
Pour plus de détails, voir Fiche technique et Distribution.
Chouf est un film français réalisé par Karim Dridi, sorti le 5 octobre 2016.

## Synopsis
Sofiane, 24 ans, étudiant à Lyon, rentre chez lui à Marseille pour les vacances. Pendant son séjour, son frère, dealer, se fait descendre en bas de chez lui. Sofiane, assoiffé de vengeance, abandonne famille et études et demande l'aide des associés de son frère, Marteau (Nassim), Réda (le Rôtisseur) et Rachid, pour retrouver l’assassin de son frère et le venger.

## Tournage
Le tournage a eu lieu principalement dans la cité de la Busserine, à Marseille.
Chouf signifie « regarde » en arabe parlé dans les pays du Maghreb et en Égypte notamment. Foued Nabba (Kofs), l'un des acteurs principaux, expliquait dans le making-of du film : « Chouf veut dire regarde !... Regarde comment c’est chez nous ! ». « Chouf » est également le nom des guetteurs des réseaux de drogue de Marseille. Un chouf est un guetteur pour les trafiquants.

## Fiche technique
- Titre français : Chouf
- Réalisation : Karim Dridi
- Scénario : Karim Dridi
- Production : Rachid Bouchareb et Jean Bréhat
- SOFICA : Cofinova 12
- Pays d'origine :  France
- Date de sortie : 5 octobre 2016
- Film interdit aux moins de 12 ans lors de sa sortie en salles

## Distribution
- Sofian Khammes : Sofiane, protagoniste
- Foued Nabba (Kofs[1]): Réda, grosse tête du terrain
- Zine Darar : Marteau, gérant du four
- Nailia Harzoune : Najette, copine de Sofiane
- Oussama Abdul Aal : Rachid, bras droit de Réda
- Tony Fourmann : Kévin
- Foziwa Mohamed : Gâto, petit du quartier, charbonneur et guetteur
- Mourad Tahar Boussatha : Slim, le frère de Sofiane
- Kamel Ghernaia : Youness
- Sid Ahmed Mokdadi : Farouk
- Christian Mazzuchini : Rodolphe, l'un des policiers ripoux
- Remi Pedevilla : l'arménien, l'autre policier ripou
- Simon Abkarian : le Libanais, ravitailleur
- Slimane Dazi : le père de Sofiane
- Hatika Karaoui : la mère de Sofiane
- Mohamed Ali Mohamed Abdallah : le blond, charbonneur du quartier
- Myriam Schaetsaert : Leïla
- Celya Zelmat : Inès
- Jamila Farah : la mère de Marteau
- Ryade Berrached : le frère de Marteau
- Tarek Khaldaoui : Crac-Crac